# Vesdre
Vesdre (Francuski izgovor: vɛsdʁ [▶]), Weser (Njemački izgovor: [ˈveːzɐ] [▶]) ili Vesder (Nizozemski izgovor: [ˈvɛzdər]) je rijeka u pokrajini Liège, istočna Belgija.

## Tok rijeke
Nekoliko kilometara gornjeg toka također teče kroz njemačku općinu Roetgen i čini dio belgijsko-njemačke granice.  Ukupna duljina Vesdre je otprilike 64 km. Desna je pritoka rijeke Ourthe. Njegov izvor leži u močvarama (fra. Hautes Fagnes, njem. Hohes Venn, niz. Hoge Venen), blizu granice s Njemačkom u blizini Monschaua. Protječe kroz umjetno jezero (jezero Eupen), a zatim kroz gradove Eupen, Verviers, Pepinster i Chaudfontaine. Vesdre se ulijeva u Ourthe nekoliko kilometara od Liègea gdje se Ourthe pak ulijeva u rijeku Meuse.

## Uporaba
Voda rijeke Vesdre ima visoku kiselost (zbog močvara Hautes Fagnes), što ju je učinilo vrlo pogodnom za tekstilnu industriju oko Verviersa. Vesdre je bio krajnji istočni kraj sillon industriel, okosnice valonske industrije. Danas se voda Vesdre uglavnom koristi kao voda za piće.

## Vanjske poveznice
|  | Zajednički poslužitelj ima još gradiva o temi Vesdre |